# Cerkiew Michała Wojewody
Cerkiew Michała Wojewody – cerkiew prawosławna i dawny klasztor w centrum Bukaresztu, ufundowana przez hospodara Michała Walecznego, wybudowana w 1591, będąca jednym z najstarszych budynków w Bukareszcie.
Budynki klasztorne służyły z czasem wielu celom, takim jak rezydencja przywódców kraju, szpital wojskowy, szkoła medyczna i miejsce Archiwum Narodowego Rumunii. Klasztor był ważnym miejscem archeologicznym; na terenie dawnego klasztoru znajdowało się dackie stanowisko archeologiczne, mające ponad 3000 lat, gdzie znaleziono stare wyroby garncarskie i inne przedmioty.
W 1813 roku klasztor Michała Wojewody był "jednym z największych klasztorów w Rumunii". W latach 1908–1909 Cristofi Cerchez, szef architektury Ministerstwa Spraw Religijnych, nadzorował prace nad Archiwum Państwowym przy klasztorze.
W czasach reżimu komunistycznego w 1985 roku budynek świątyni został przeniesiony na szynach 285 metrów na wschód i ukryty w obecnej lokalizacji na ulicy Sapienței, obok ulicy Splaiul Independenței i Parku Izvor. 
Klasztor Michała Wojewody został wpisany na listę zabytków Rumunii.